# Pismis 24
Pismis 24 ist ein offener Sternhaufen im Emissionsnebel NGC 6357, im Sternbild Skorpion. Seine Bezeichnung leitet sich von der Astronomin Paris Pişmiş ab, die den Sternhaufen 1959 auf Aufnahmen des Observatoriums Tonantzintla (bei Puebla) entdeckte. Für astronomische Verhältnisse ist er jung.
Pismis 24 enthält unter anderem das Objekt Pismis 24-1, auch HDE 319718A oder LSS 4142A genannt (Spektralklasse: O3, Alter: 5,86 Millionen Jahre, absolute Helligkeit: −11,8), das mit einer Masse von 200 bis 300 Sonnenmassen einige Zeit als der schwerste bekannte Stern galt. Aufnahmen mit dem Hubble-Weltraumteleskop enthüllten jedoch, dass es sich dabei um einen Doppelstern handelt. Möglicherweise ist es sogar ein Dreifachsystem. Trotz dieser Auflösung in zwei Einzelsterne gehören die beiden O-Sterne mit einer Masse von 70 bis 100 Sonnenmassen zu den schwersten in der Milchstraße bekannten Sternen.
Mit Pismis 24-17, auch als HDE 319718B bezeichnet, gehört ein weiteres Exemplar mit ungefähr 100 Sonnenmassen zu dieser sehr seltenen Sternklasse.